# Axel Bouteille
Axel Bouteille (* 14. April 1995 in Roanne) ist ein französischer Basketballspieler.

## Laufbahn
Im Alter von 15 Jahren wechselte Bouteille, dessen Eltern ebenfalls Basketball spielten, von Hyères-Toulon Var Basket in den Nachwuchsbereich des Erstligisten Élan Sportif Chalonnais. Damals maß er 1,88 Meter. In der Saison 2013/14 gab er seinen Einstand in der ersten französischen Liga, 2017 gewann er mit Chalon den französischen Meistertitel. Er trug 8,4 Punkte pro Begegnung zu diesem Erfolg bei. Im Vorfeld der Saison 2017/18 wechselte er innerhalb Frankreichs zu Limoges CSP und steigerte dort seine statistischen Werte weiter: 2018/19 erzielte Bouteille 11,3 Punkte je Partie.
In der Sommerpause 2019 entschied er sich zum Schritt ins Ausland und nahm ein Angebot des spanischen Erstligisten CB Bilbao Berri an. In Spanien schlug er prompt ein und zog Medien zufolge bereits in seinem ersten Spieljahr in der Liga ACB das Interesse von Real Madrid auf sich. Ende Februar 2020 wechselte er innerhalb der Liga ACB zu Unicaja Málaga.
Der türkische Erstligist Türk Telekomspor nahm ihn vor der Saison 2022/23 unter Vertrag. Anschließend spielte er zwei Jahre für Bahçeşehir Koleji und verließ die Türkei 2025 mit Ziel KK Budućnost Podgorica.

### Nationalmannschaft
Im November 2017 bestritt er sein erstes A-Länderspiel für Frankreich.